# معركة ترينتون
كانت معركة ترينتون معركة صغيرة ولكن محورية خلال حرب الاستقلال الأمريكية، وقعت في صباح يوم 26 ديسمبر 1776، في ترينتون، نيوجيرسي. بعد عبور الجنرال جورج واشنطن لنهر ديلاوير شمال ترينتون في الليلة السابقة، قاد واشنطن مقدمة الجيش القاري ضد مرتزقة جنود إيسن المعسكرين في ترينتون. بعد معركة قصيرة، تم أسر ما يقرب من ثلثي جنود إيسن، مع خسائر لا تذكر للأميركيين. عززت المعركة كثيرًا الروح المعنوية للجيش القاري، وألهمت إعادة التجنيد.
لقد عانى الجيش القاري في السابق من عدة هزائم في نيويورك واضطر إلى التراجع عبر نيو جيرسي إلى ولاية بنسلفانيا. كانت الروح المعنوية في الجيش منخفضة؛ لإنهاء العام بشكل إيجابي، وضع جورج واشنطن، القائد الأعلى للجيش القاري، خطة لعبور نهر ديلاوير في ليلة 25-26 ديسمبر ومحاصرة حامية إيسن الألمانية.
ولأن النهر كان ثلجاً وكان الطقس قاسياً، فقد أصبح العبور خطراً. لم تتمكن وحدتان منفصلتان من عبور النهر، تاركة واشنطن مع 2400 رجل فقط تحت قيادته في الهجوم، أي أقل بثلاثة آلاف من المخطط. سار الجيش على بعد 9 أميال (14.5 كم) جنوبًا إلى ترينتون. كان الإيسن قد خففوا من حراستهم، ظانين أنهم في مأمن من الجيش الأمريكي، وليس لديهم مواقع أو دوريات بعيدة المدى. استولت عليها قوات واشنطن، وبعد مقاومة قصيرة ولكن شرسة، استسلم معظم الإيسن وتم أسرهم، مع فرار ما يزيد قليلاً عن الثلث عبر أيسن بينك كريك.
على الرغم من الأعداد الصغيرة للمعركة، إلا أن النصر الأمريكي ألهم المتمردين في المستعمرات. مع نجاح الثورة في الشك قبل أسبوع، بدا الجيش على وشك الانهيار. ألهم النصر الدرامي الجنود بخدمة أطول وجذب مجندين جدد إلى صفوف.